# Aleksiejewka (rejon smoleński)
Aleksiejewka (ros. Алексеевка) – wieś (ros. деревня, trb. dieriewnia) w zachodniej Rosji, w osiedlu wiejskim Katynskoje rejonu smoleńskiego w obwodzie smoleńskim.

## Geografia
Miejscowość położona jest nad Dnieprem, 10 km na południe od drogi magistralnej M1 «Białoruś», 18 km od centrum administracyjnego osiedla wiejskiego (Katyń), 39 km od Smoleńska.

## Demografia
W 2010 r. miejscowość liczyła sobie 3 mieszkańców.